# 200

## Události
- Lidská populace překročila číslo 257 000 000[zdroj?]

## Hlavy států
- Papež – Viktor I.? (186/193–197/201) » Zefyrinus? (197/201–217)
- Římská říše – Septimius Severus (193–211)
- Parthská říše – Vologaisés V. (191/192–207/208)
- Kušánská říše – Vásudéva I. (190–230)
- Čína, dynastie Chan (206 př. n. l. – 220 n. l.) – císař Sien-ti (189–220)
- Japonsko (region Jamataikoku) – královna Himiko (175–248)

## Ostatní
- evidenční číslo pražské Primátorské tramvaje